# بينيتو إراولا أرياس مونتانو
بينيتو إراولا أرياس مونتانو (بالإسبانية: Benito Arias Montano)‏ هو أمين مكتبة ومترجم إسباني، ولد في 1528 في فريجينال دي لا سايرا في إسبانيا، وتوفي في 6 يوليو 1598 في إشبيلية في إسبانيا.

## وصلات خارجية
- بينيتو إراولا أرياس مونتانو على موقع الموسوعة البريطانية (الإنجليزية)